# Ministry
Ministry — музичний гурт, створений 1981 року в Чикаго. Гурт пройшов досить складний еволюційний шлях, проте найбільше асоціюється з напрямком індастріал.

## 1980-ті роки
Гурт «Ministry» з'явився в 1981 році в Чикаго. Засновниками цього проєкту є Ел Юргенсен (на той момент вокал, клавіші) і Стефен Джордж (ударні), що починали з легкої танцювальної музики, близької до синтіпопу. Назва колективу було дано від фільму «Ministry Of Fear». У перші роки свого існування гурт грав по клубах та диско-вечірках.
В 1983 році вони випустили свій перший сингл — Cold Life на студії Wax Trax. Пізніше, на студії Arista Records, був записаний перший студійний альбом — With Sympathy (у Європі знаний як Work For Love). До альбому вийшли сингли: І Wanted To Tell Her, Revenge, Work For Love. В 1985 на TVT був записаний «Twelve Inch Singles», що містить роботи з 1981—1984. Обидва альбоми не принесли гурту популярності.
Наступний альбом — «Twitch», характеризується зрушенням у напрямку електронного авангарду. У звучанні — більше вишуканих семплів. вокал стає похмурішим. Можна знайти спільних елементів з ембієнтною музикою таких колективів, як Aphex Twin, The Orb, Biosphere або Meat Beat Manifesto. Невдовзі, однак Джордж та Юргенсен припинили співпрацю і проєкт фактично складався з одного Юргенсена.
Наступний альбом — «The Land of Rape and Honey», виданий в 1988 вважається переламним. До Юргенсена приєдналися басист Пол Беркерем, Вільям Рефлін, Майк Скешіа, Кевін Огілві та Кріс Коунлі. Цей альбом мав великий успіх в колах альтернативної музики.
Наступний альбом — «The Mind is a Terrible Thing to Taste» вийшов у 1989 році. Колектив продовжував обраний напрямок, додавши елементи панка (Юргенсен в той час співпрацював з Jello Biafrą)). Хітом стала композиція «Thieves» з властиво панковою музикою та нігілістичним текстом.
Протягом кількох наступних років музиканти інтенсивно займались сайд-проєктами. Юргенсен, окрім Бяфри, співпрацював з Трентом Резнором (проєкт 1000 Homo DJs) та Revolting Cocks — додаючи до еклектичної музики гумористичні тексти. Інші члени колективу співпрацювали з багатьма гуртами: Pigface, Cabaret Voltaire, Skinny Puppy, KMFDM, Fugazi.

## 1990-ті роки
В 1991 Ministry вийшло в мейнстрім з синглом Jesus Built my Hotrod, беззмістовний текст якої виконав Гіббі Хенс (Gibby Hanes), вокаліст панкового хепінінг-проєкту Butthole Surfers. Цей твір часто звучав на MTV.
14 червня 1992 вийшов довго очікуваний альбом «Psalm 69: The Way to Suceed and the Way to Suck Eggs». Альбом став визначним хітом і увійшов в історію сучасної музики. 
В наступні роки колектив зіткнувся зі значними проблемами, найтяжчою серед яких стала наркотична залежність від героїну Юргенсена і Беркера. Наступний альбом з'явився лише в 1996 — «Filth Pig». Цей альбом містив менше електроніки, натомість більше агресивних гітар. Настрій — похмуріший, близький до металу. Цей альбом має неоднозначні оцінки серед шанувальників гурту.

## 2000-ні роки
Наступні альбоми не мали значного резонансу. Юргенсен продовжує працювати в напрямку, закладеному в Psalm 69 і Filth Pig. 2003 року колектив покинув Беркер. В останньому альбомі Юргенсона лунають політичні декларації, спрямовані на висміювання клану Бушів на Вашингтонському троні. Практично всі композиції альбому «Houses of the Molé» починаються на літеру W.
Під кінець вересня 2005 відбулася прем'єра «Rantology» — альбому, що містить ремікси раніше виданих творів, новий твір — «The Great Satan» та «Bloodlines», що є фрагментом з комп'ютерної гри VAMPIRE: Bloodlines.
У травні 2006 вийшов альбом «Rio Grande Blood». Того ж місяця Юргенсен сказав в інтерв'ю Billboard.com, що наступний альбом — The Last Sucker (робоча назва) — стане останньою роботою гурту.

## Дискографія
Студійні альбоми
- With Sympathy (1983)
- Twitch (1986)
- The Land of Rape and Honey (1988)
- The Mind Is a Terrible Thing to Taste (1989)
- Psalm 69: The Way to Succeed and the Way to Suck Eggs (1992)
- Filth Pig (1996)
- Dark Side of the Spoon (1999)
- Animositisomina (2003)
- Houses of the Molé (2004)
- Rio Grande Blood (2006)
- The Last Sucker (2007)
- Relapse (2012)
- From Beer to Eternity (2013)
- Moral Hygiene (2021)
- Hopiumforthemasses (2024)